# Calypso (bande dessinée)
Pour les articles homonymes, voir Calypso (homonymie).
Calypso est un album de bande dessinée franco-belge écrit et dessiné par Cosey d'après une idée originale de François Mattille, édité le 12 octobre 2017 par les éditions Futuropolis.

## Description

### Synopsis
Georgia Gould est une actrice hollywoodienne qui a connu la gloire très jeune en jouant le rôle d'une sirène dans le film « Calypso ». Elle se nomme en réalité Georgette Schwitzgebel et est d'origine suisse. En Suisse, pour compléter sa maigre retraite, Gus accepte des emplois sur des chantiers. Il y a 40 ans, alors qu'ils étaient âgés de 15 ans, Gus et Georgette ont vécu une histoire d'amour, brisée par le départ de la jeune fille pour Hollywood. Alors qu'il travaille sur le chantier d'un barrage, il apprend que Georgia/Georgette est hospitalisée dans une luxueuse clinique de la région, spécialisée dans le traitement des addictions, dirigée par le docteur Beat Niederhauser, son époux et également tuteur gérant de sa fortune…

### Personnages
- Gus, un retraité qui continue à travailler sur des chantiers en Suisse pour compléter sa retraite
- Georgia Gould, actrice hollywoodienne, de son vrai nom Georgette Schwitzgebel, hospitalisée dans une clinique privée en Suisse
- Peppe, un ouvrier dont Gus a sauvé la vie au cours d'un éboulement sur un chantier
- le docteur Beat Niederhauser, époux de Georgia, directeur de la clinique L'Edelweiss

## Publication
- Édition originale : 102 p. noir et blanc, format 240 x 290 mm, Futuropolis, 2017 (DL 10/2017)  (ISBN 978-2-7548-2115-5)[1]

## Accueil critique
L'accueil critique a été très positif.
- Pour Babelio, c'est « Un grand récit en noir et blanc, grande première pour ce maître de la couleur ! Polar romantique, noir et blanc somptueux, récit à hauteur d’homme (et de femme !), dialogues délicieusement ciselés, Cosey est au sommet de son art ! »[2].
- Pour Ligne Claire, c'est « Une histoire attendrissante qui mélange les genres et donne un beau relief à l’héroïne de Calypso, sorte de naïade mythique à la Esther Williams. On n’oublie pas le côté polar, le coup de poker des deux ex-amants terribles, cerise sur la gâteau de cet album qui avec le trait, les superbes aplats noirs de Cory se lit d’une traite. »[3].
- Pour A. Perroud de BDGest, « Même s’il n’évite pas totalement le pathos (…), le créateur de Jonathan propose une peinture humaine très touchante. (…) C’est comme si Paul Auster avait rencontré Charles-Ferdinand Ramuz pour l'accompagner dans une randonnée vers un alpage secret. (…) Fidèle à ce qui a fait sa réputation, Cosey offre avec Calypso un conte psychologique sensible et de haute tenue. »[4].
- Pour Gilles Ratier de BDZoom, Cosey « nous démontre, une fois de plus, l’étendue de son talent narratif (…) Par ailleurs, il nous étonne encore en jouant avec virtuosité du noir et blanc : réussissant, ainsi, à faire émerger toute la force et la puissance de son trait épuré ! »[5].
- Pour Nicolas Domenech de Planetebd, « le récit remarquablement construit, malgré un final un poil trop rapide, se dévoile tel un long fleuve tranquille. Son trait reconnaissable entre mille se développe ici dans un noir et blanc inhabituel, qui met en avant son coup de crayon empreint de poésie. Loin de tomber dans le pathos, ce conte crépusculaire délivre un message d'amour et de paix éternel. »[6]